# Wytse Hoekstra
Wytse Hoekstra (Baarderadeel, 26 februari 1907 – Heerenveen, 21 maart 1982) was een Nederlands politicus van de VVD.
Hij werd geboren als zoon van Steven Frederik Hoekstra (1872-1956; arts) en Wijke van Loon (1883-1965). Hij is afgestudeerd in de rechten en was vanaf 1937 burgemeester van zijn geboorteplaats. In 1942 werd hij ontslagen waarna hij door een NSB'er werd opgevolgd. Hoekstra was als gijzelaar geïnterneerd in Kamp Sint-Michielsgestel. Na de bevrijding keerde hij terug als burgemeester van Baarderadeel en in 1950 volgde zijn benoeming tot burgemeester van Haskerland. Hij was daarnaast onder andere vicevoorzitter van de AVRO en fungeerde daar rond 1962 als voorzitter. In maart 1972 ging Hoekstra als burgemeester met pensioen en in 1982 overleed hij op 75-jarige leeftijd.